# Piiponsaari (ö i Södra Savolax)
Piiponsaari är en ö i Finland. Den ligger i sjön Vuokalanjärvi och i kommunen Nyslott i  landskapet Södra Savolax, i den sydöstra delen av landet, 300 km nordost om huvudstaden Helsingfors. Öns största längd är 90 meter i sydöst-nordvästlig riktning.